# 浅川敏靖
浅川 敏靖（あさかわ としのぶ / としやす、1860年6月7日（万延元年4月18日）- 1933年（昭和8年）6月29日）は、日本の陸軍軍人。最終階級は陸軍中将。馬政の権威として知られた。

## 経歴
甲斐国巨摩郡西井出村（のち山梨県北巨摩郡大泉村、現北杜市大泉町西井出）で、酒醸造業・浅川周蔵の四男として生まれる。甲府徽典館で学び、小学校訓導、校長を務めた後、1881年、陸軍教導団に入団。1886年6月25日、陸軍騎兵少尉に任官し、同月28日、陸軍士官学校（旧8期）を優等で卒業し、騎兵第1大隊小隊長に任じられた。1889年5月、陸軍留学生としてドイツ帝国へ留学を命ぜられ、1892年5月に帰国した。
1894年、日清戦争に第2軍所属の第1師団騎兵第1大隊小隊長として出征。士官学校教官、騎兵第1連隊長、近衛騎兵連隊長を経て、1903年6月25日、陸軍省軍務局騎兵課長に就任。日露戦争では馬の調達に腐心し、豪州から馬1万頭の輸入を行うなどの対策を講じた。
1909年9月25日、馬政局次長、1910年6月22日、馬政長官に就任し、以後10年に渡り馬政の伸展に尽力し「浅川の馬政か、馬政の浅川か」とうたわれた。1914年8月8日、陸軍中将に進み、1920年8月10日、待命、同年12月1日、予備役に編入された。
その後、中央畜産会副会長を務め、1924年から中央競馬協会の事業である『日本馬政史』の編纂に従事し、上古から1921年までの歴史を纏めた全5巻を1928年8月に完成させた。墓所は多磨霊園。

## 栄典
位階
- 1886年（明治19年）11月27日 - 正八位[10]
- 1902年（明治35年）2月20日 - 正六位[11]
- 1904年（明治37年）9月13日 - 従五位[12]
- 1909年（明治42年）10月20日 - 正五位[13]
- 1914年（大正3年）9月1日 - 従四位[14]
- 1919年（大正8年）9月20日 - 正四位[15]
- 1920年（大正9年）12月28日 - 従三位[16]

勲章
- 1901年（明治34年）11月30日 - 勲五等瑞宝章[17]